# 北科林斯 (紐約州村)
北科林斯（英語：North Collins）是位於美國紐約州伊利縣的村。

## 人口
根據2020年美國人口普查的數據，北科林斯的面積為2.07平方千米，皆為陸地。當地共有人口1247人，而人口密度為每平方千米602人。